# Всесвітня конфедерація праці
Всесвітня конфедерація праці (англ. World Confederation of Labour), ВКП (WCL) — міжнародне об'єднання реформаторських профспілок, історично та ідеологічно пов'язаних з християнством. Утворена 1920 року за підтримки Ватикану. До 1968 року називалася Міжнародною конфедерацією християнських профспілок. У 2006 році відбулося злиття Всесвітньої конфедерації праці і Міжнародної конфедерації вільних профспілок, в результаті якого було створено найбільше світове профспілкове об'єднання — Міжнародна конфедерація профспілок (ITUC).